# Poloni-Preis
Der Poloni-Preis (Original: Polonipriset) war ein nationaler schwedischer Literaturpreis für Kriminalliteratur, der kurzzeitig zwischen 1998 und 2001 von dem Kriminalmagazin Jury verliehen wurde. Preisträger durften ausschließlich Kriminalautorinnen sein. Namensgeberin der Auszeichnung war die erste schwedische Kriminalschriftstellerin Helena Poloni (Pseudonym von Ingegerd Stadener (1903–1968)).
Jury wollte die bis in die 1990er Jahre zu beobachtende geringe Zahl schwedischer Nachwuchsautorinnen mit dieser Auszeichnung stärker ermutigen, sich dem Krimi-Genre zu widmen. Dabei erwies sich wenig lukrativ, dass die schwedischen Verlagshäuser unterschiedliche Verträge für männliche und weibliche Autoren vorhielten, die schlechteren Verträge für die Krimiautorinnen. Dies führte 1999 zur Gründung des Piratförlaget, der mit seinen Autoren eine gerechtere 50 %-Beteiligung am Gewinn vereinbarte.
Weibliche Autoren waren zudem bei den Literaturauszeichnungen der Svenska Deckarakademin (Schwedische Kriminalakademie) kaum feststellbar. Als Beispiel galt die Vergabe des seit 1971 existierenden Schwedischen Krimipreises in der Kategorie Bester schwedischer Erstlingsroman (Bästa svenska Debut): Erst 1998 ging er mit Liza Marklund an eine Krimiautorin. Nach der Jahrtausendwende erhöhte sich die Zahl der weiblichen Preisträger und wurde vergleichbar mit den Preisträgerinnen von Literaturpreisen der Kriminalliteratur in anderen europäischen Ländern.

## Preisträgerinnen
- 1998 Liza Marklund für Sprängaren[5] (dt. Olympisches Feuer. Hoffmann und Campe, Hamburg 2000, ISBN 3-455-04775-0)[6]
- 1999 Aino Trosell für Ytspänning (dt. Die Taucherin. Kiepenheuer, Leipzig 2001, ISBN 3-378-00635-8)[6]
- 2000 Åsa Nilsonne[7] für Kyskhetsbältet (dt. Rivalinnen. Goldmann, München 2002, ISBN 3-442-45148-5)[6]
- 2001 Eva-Marie Liffner für Camera (dt. Camera. Reclam, Leipzig 2003, ISBN 3-379-00798-6)[6]